# Estação Joliot-Curie
A Estação Metroviária Joliot-Curie é uma estação da linha principal do Metropolitano de Sófia, na Bulgária. A estação, que entrou em operação em 8 de maio de 2009, é precedida pela Estação Estádio Vasil Levski e sucedida pela Estação G.M. Dimitrov, no sentido Obelya-Mladost 1.
O nome da estação homenageia o casal de cientistas franceses Frédéric Joliot-Curie e Irène Joliot-Curie (filha de Marie e Pierre Curie).